# Reserva natural integral de Pinoleris
La reserva natural integral de Pinoleris se ubica en la isla de Tenerife (Canarias, España). Conforma un paisaje protegido integrado por una de las laderas orientales que conforman el Valle de La Orotava.
Comprende una zona abrupta con sugestivas comunidades de flora rupícola, junto con especies amenazadas y protegidas, tales como el tajinaste (Echium giganteum) y la hierbabuena (Bystropogon plumosus). El área que presenta menor pendiente contribuye a mantener los procesos ecológicos mediante la protección de los suelos y la recarga del acuífero.

## Localización
Con 181,4 hectáreas la reserva está situada en el término municipal de La Orotava, al norte de la isla de Tenerife. Este espacio natural se incluye dentro del paisaje protegido de la Resbala, entre los 685 y los 1520 m de altitud.

## Geología
Su formación está vinculada a la construcción de la dorsal de la Isla, la Cordillera Dorsal de Pedro Gil, y está constituida por materiales de carácter basáltico y aglomerados volcánicos, aunque algunas zonas presentan derrames de coladas de fonolitas y traquifonolitas en superposición.

## Vegetación
Se encuentra principalmente representada por muestras de laurisilva y pinar, situadas en las vaguadas que se forman y también en las zonas de mayor cota altitudinal. Aparecen además ejemplares de matorral termófilo, alternando con especies de naturaleza foránea tales como los eucaliptos, los castaños y algunos ejemplares de pinares. En las laderas destacan comunidades de gran interés, con especies raras y en peligro de extinción, como la hierbabuena (bystropogon plumosus), el delfino (pleiomeris canariensis) y el pico de paloma (lotus berthelotii). Son igualmente numerosas las muestras de madroñal (arbutus canariensis) que presenta este hábitat.

## Fauna
Dentro de la fauna que ocupa este territorio es importante nombrar el amplio conjunto de invertebrados, en especial, escarabajos, arañas, caracoles y mariposas. También sobresalen algunas especies de aves, principalmente, las dos palomas de la laurisilva (columba bollii y columba junoniae) que nidifican en la zona y su depredador natural, el gavilán (accipiter nisus). En la reserva se encuentran presentes además tres especies de murciélagos que se ocultan en las grutas de las escarpadas paredes del lugar.